# Flop (Basketball)
Als Flop wird im Basketball die Vortäuschung eines Fouls des Gegners bezeichnet. Dabei simuliert ein Spieler durch eigene Körperbewegung einen vorangegangenen Körperkontakt mit dem Gegenspieler. Wird der Täuschungsversuch erkannt, kann ein technisches Foul verhängt werden. Wörtlich übersetzt heißt Flop: „der Fall“, „das Hereinfallen“.
Das Competition Committee der NBA bezeichnet den Flop als physische Handlung, die dazu bestimmt ist, den Schiedsrichter in täuschender Absicht zu veranlassen, ein Foul zu pfeifen. Dazu kommt noch die bewusste Irreführung der Zuschauer, die durch das Flopping zu der Vermutung kommen können, der Schiedsrichter habe ein Foul übersehen. Seit der Saison 2012/13 werden in der NBA die Strafen in der sogenannten „Anti-Flopping-Rule“ drastisch erhöht. Erfolgt beim ersten Vergehen während einer Saison noch eine Verwarnung, kommt es bei Wiederholung zu 5000 US-Dollar Strafe, gestaffelt bis zu 30.000 Dollar beim fünften Vergehen des Profis. Ab der sechsten Verfehlung kann es zur Suspendierung des Spielers für die gesamte Spielzeit kommen.